# Segbana
Ségbana es una ciudad, distrito y comuna ubicada en el departamento de Alibori, Benín. Cubre un área de 4.471 kilómetros cuadrados y, en 2013, tenía una población de 89.268 personas.

## Geografía
La comuna de Ségbana se encuentra a 722 kilómetros de Cotonú y bordea el río Níger. Está delimitada al norte por Malanville, al sur por Kalalé, al oeste por Kandi y Gogounou y al este con Nigeria.
divisiones administrativas
Ségbana se subdivide en 5 distritos: Ségbana, Libantè, Liboussou, Lougou y Sokotindji. En total suma 25 aldeas y 5 distritos urbanos.

## Economía
La mayor parte de la población se dedica a las actividades agrícolas, seguido por el comercio, el transporte y la artesanía. Los principales cultivos son el maíz, el algodón, el sorgo y el ñame.